# Museo Comunitario del Asalto a las Tierras

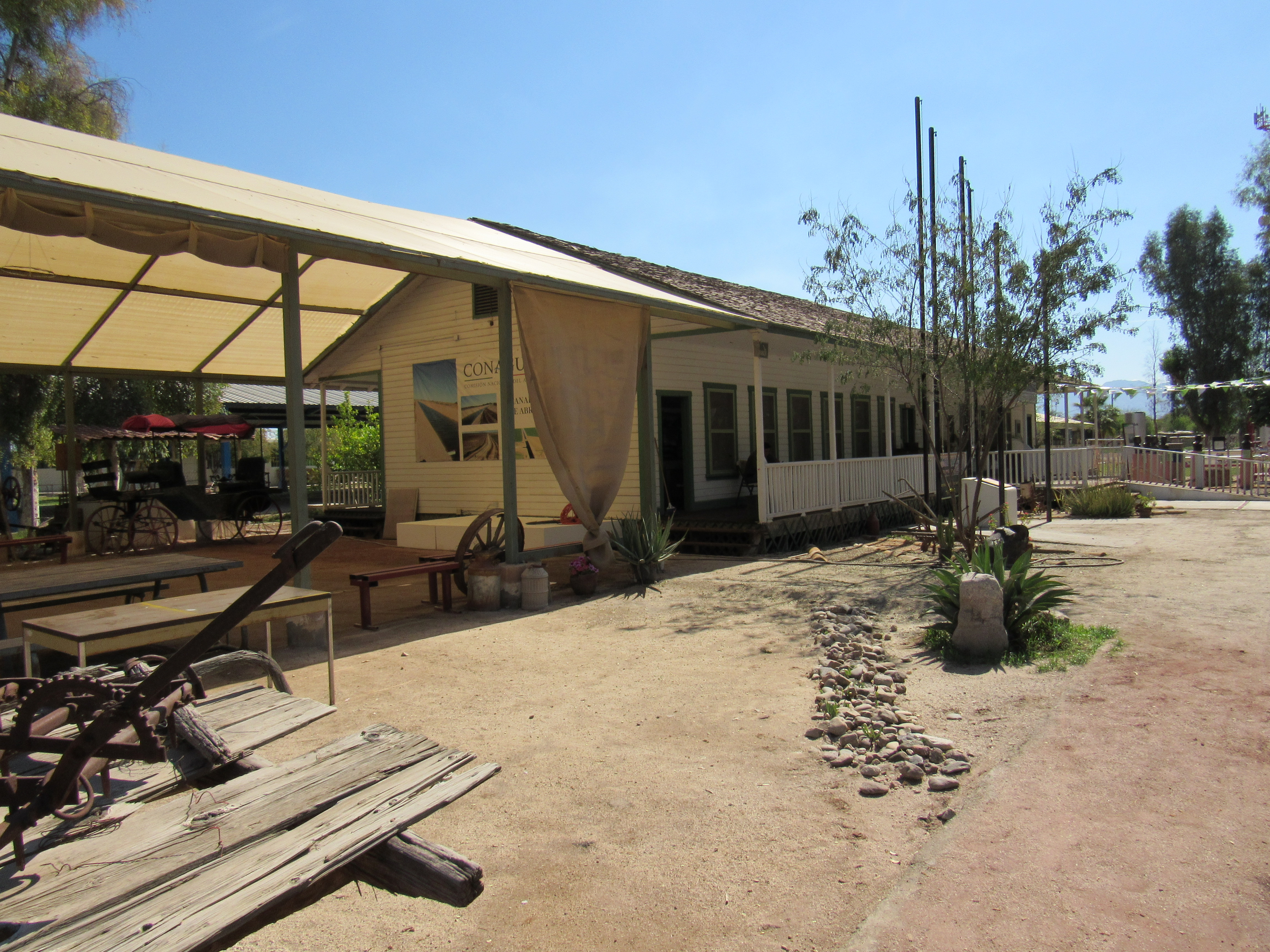
Aspecto del espacio exterior que circunda al Museo del Asalto a las Tierras.

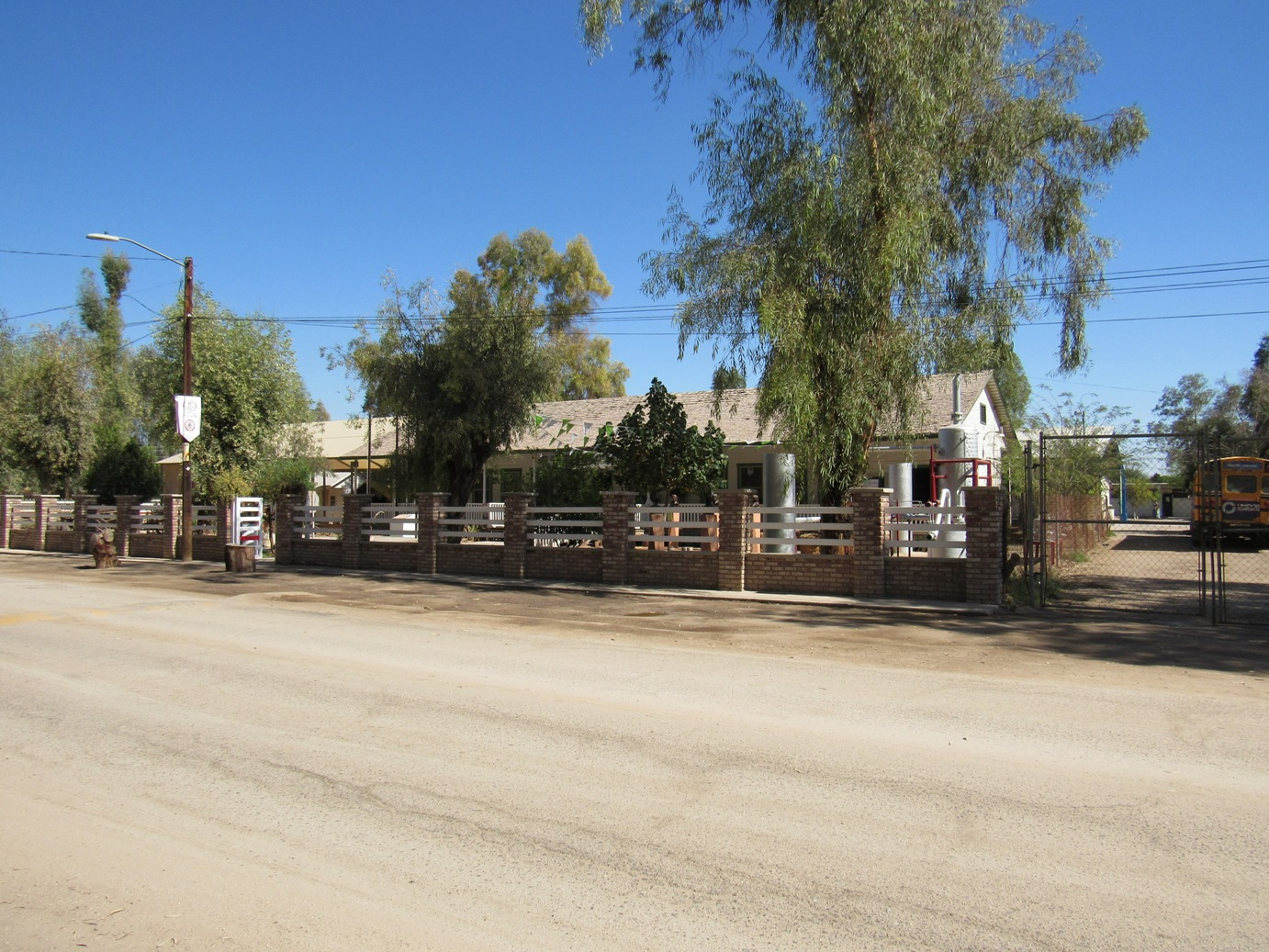
Una perspectiva del Museo Asalto a las Tierras

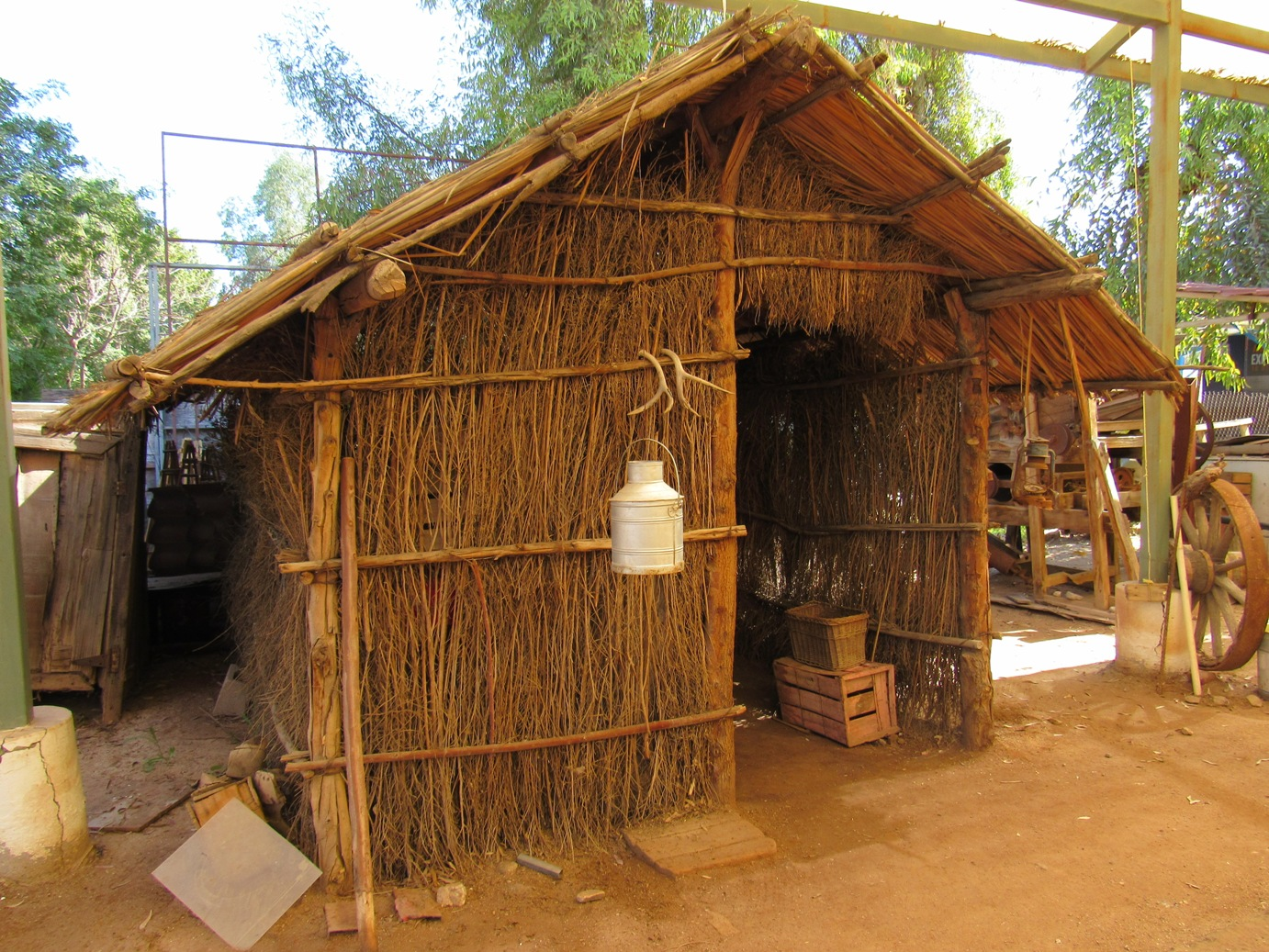
En el espacio exterior del Museo Asalto a las Tierras, se encuentra esta réplica de las chozas hechas con varas de la planta Pluchea sericea, característica de esta región y que sirvió como morada de los primeros pobladores

El Museo Comunitario del Asalto a las Tierras, es un museo monográfico dedicado al movimiento agrarista del valle de Mexicali, denominado precisamente: El Asalto a las Tierras y a todos aquellos temas relacionados estrechamente.

## Fundación y ubicación
Fue establecido el 24 de octubre de 1989 como un homenaje a la ya citada gesta agrarista, en el espacio dejado por una escuela rural fundada en 1938, el cual es clasificado por el INAH como un edificio con mérito histórico y que se encuentra ubicado en la esquinas de las calles Lázaro Cárdenas y Venustiano Carranza al centro del poblado Michoacán de Ocampo, enfrente del parque público Emiliano Zapata y a contraesquina de la "Plaza Movimiento Agrario 1937", lugares donde todos se realiza la celebración oficial del Día del Ejido
El espacio del museo consta de dos salas para exhibiciones permanentes y una sala para exhibiciones temporales, además, también el área del terreno que circunda al edificio principal es empleada para exhibición.

## Exhibiciones
En las dos salas de exhibiciones permanentes se encuentran tres exhibiciones; la primera exhibición corresponde a la historia de la tenencia de la tierra en el valle de Mexicali, desde los primeros pobladores cucapás, pasando por el periodo latifindista dominado por la Colorado River Land Company hasta que las tierras finalmente se nacionalizaron; la segunda exhibición recrea el ambiente de una casa rural de los años treinta, que fue la década donde los principales sucesos del movimiento agrarista del Asalto a las Tierras se llevaron a cabo y culminaron en la efectiva nacionalización de la tierra; hay además un espacio para exhibiciones temporales las cuales generalmente versan sobre la vida agrícola ejidal.
En el espacio exterior que circunda al edificio se recrea una vivienda hecha de cachanilla y algunos implementos agrícolas que datan del periodo latifundista.

## Galería de imágenes del museo

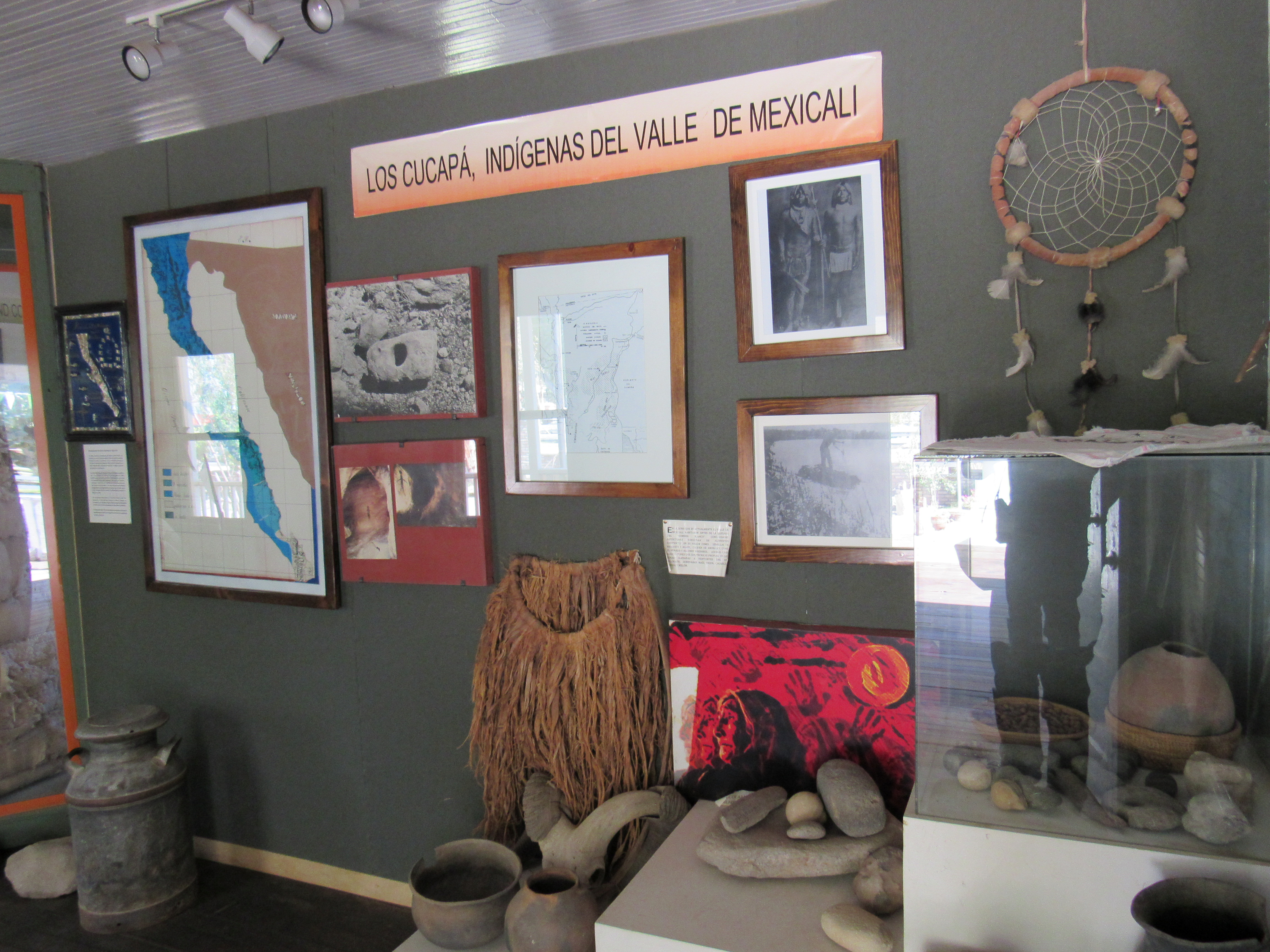
Exhibición sobre la tenencia de la tierra en el valle de Mexicali, en la etapa cucapá.
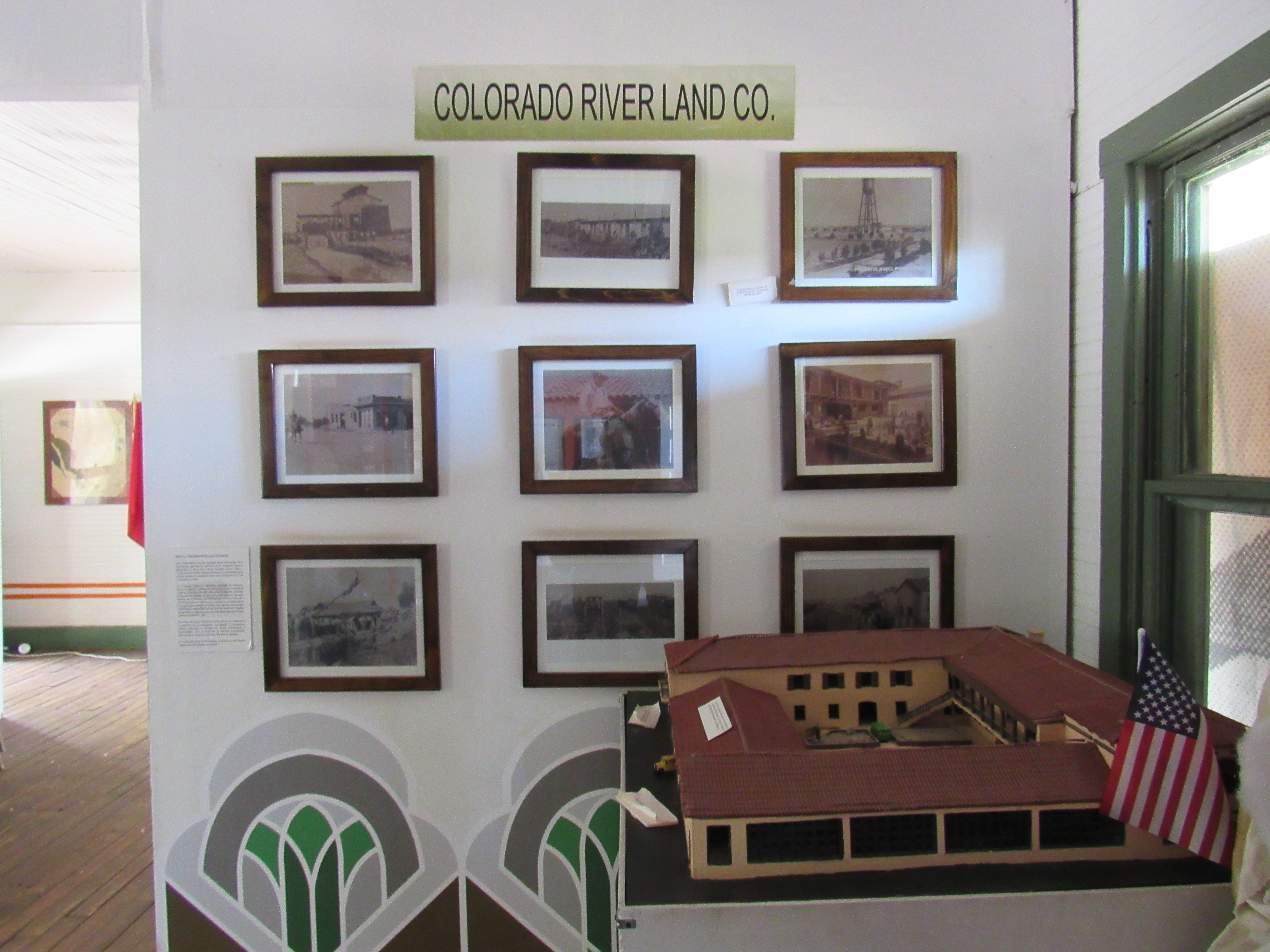
Exhibición sobre la tenencia de la tierra en el valle de Mexicali, en la etapa del latifundio extranjero.
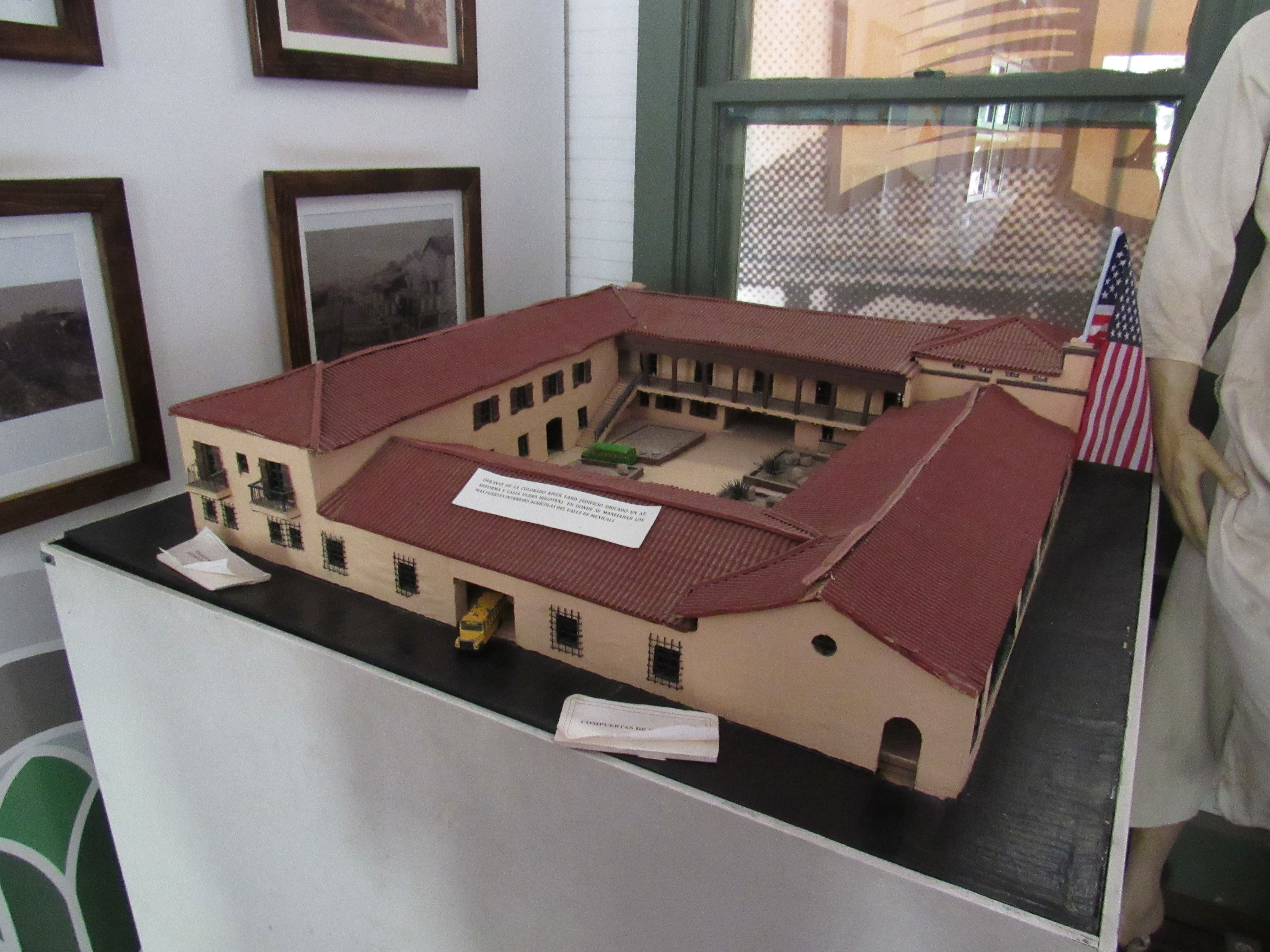
Acercamiento a la maqueta del edificio de la Colorado River Land Company, aun existente en Mexicali.
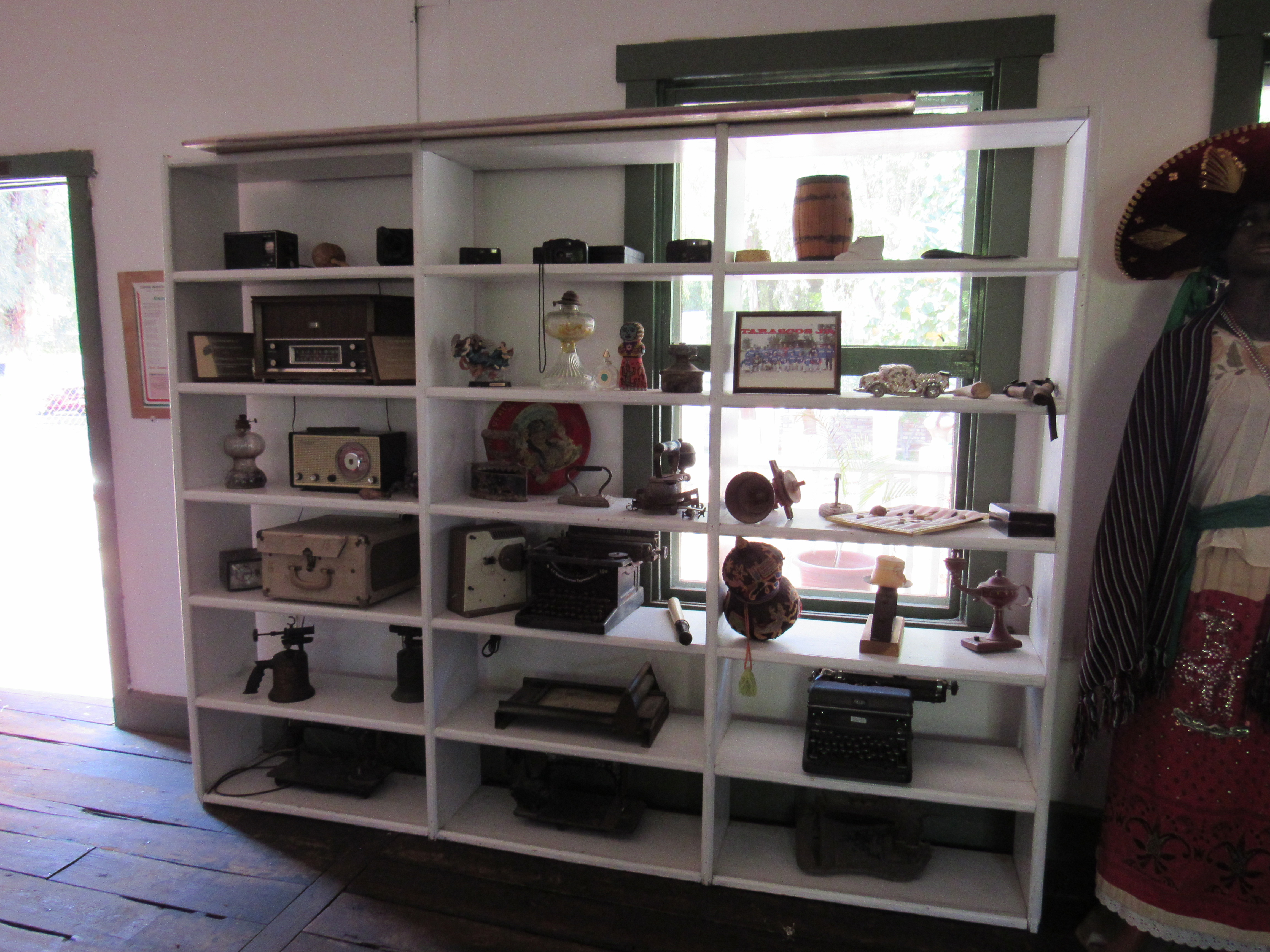
Repisas donde se exhiben algunos artículos de la época culminante del Asalto a las Tierras.
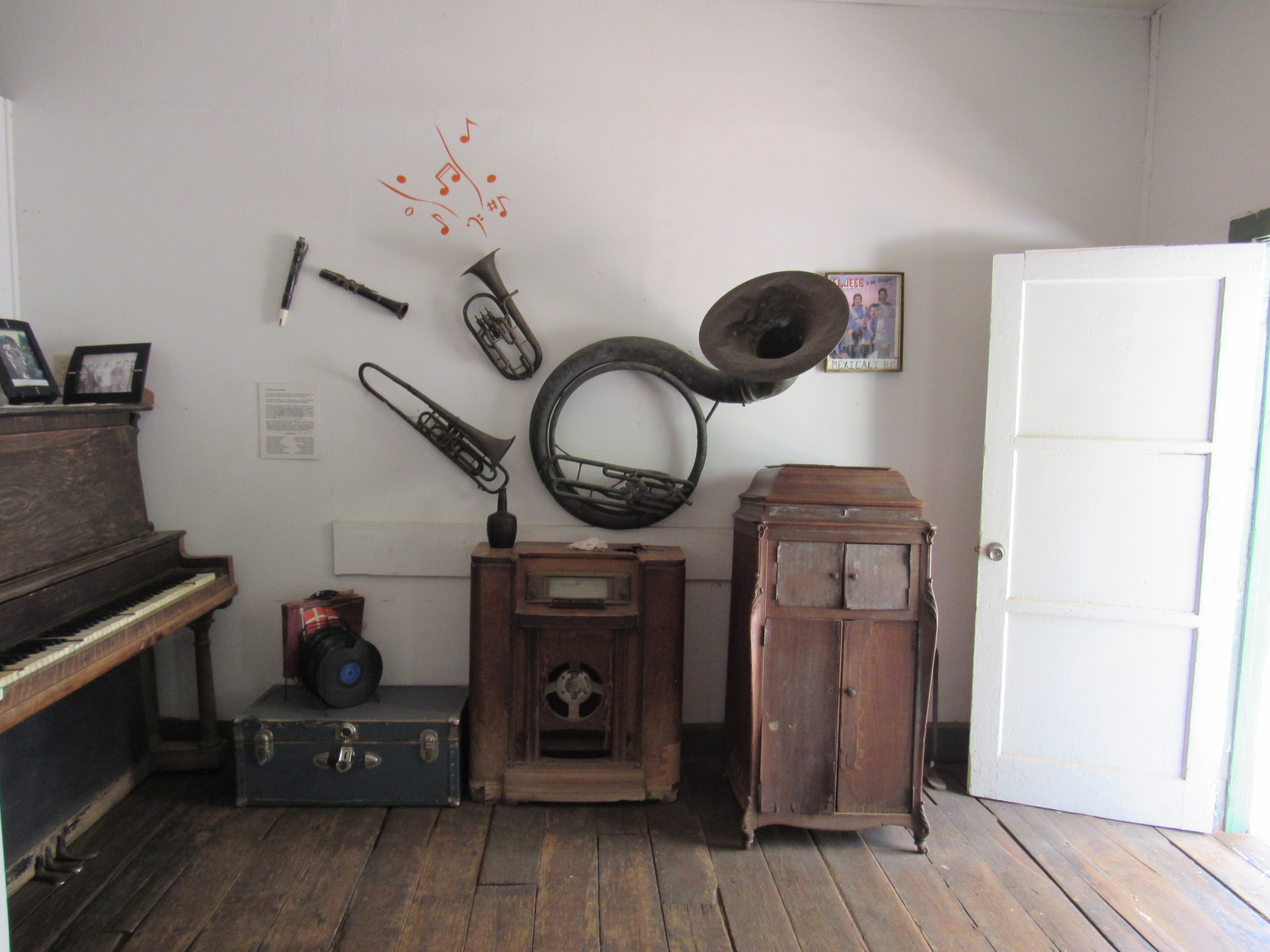
Algunos instrumentos musicales de la época culminante del Asalto a las Tierras.
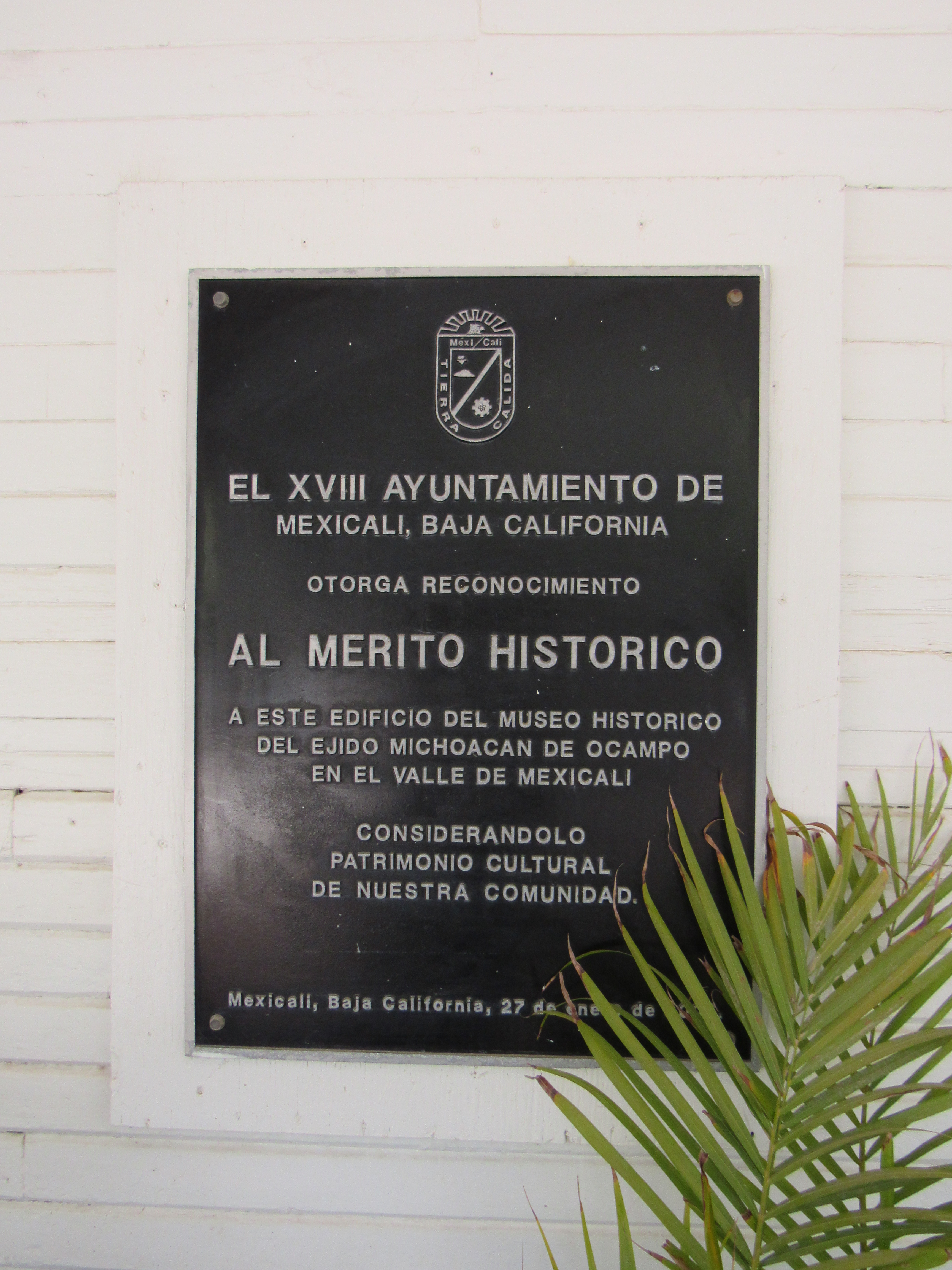
Placa donde se otorga el reconocimiento al mérito histórico del edificio que alberga al Museo del Asalto a las Tierras.